# 中山莉子
中山莉子（日语：／ Nakayama Riko，2000年10月28日—）是日本偶像藝人及女子偶像組合私立惠比壽中學成員，所屬經紀公司為星塵傳播。她也是DefSTAR Records和SME Records唱片公司的旗下藝人。雜誌《LOVEberry》專屬模特兒。

## 唱片
參看私立惠比壽中學唱片列表。

## 出演

### 電視節目
- 開運音楽堂（2015年10月10日、TBS）

## 外部連結
- STARDUST - 星塵傳播藝能3部網站內的中山莉子個人資料（页面存档备份，存于）
- 私立惠比壽中學官方網站 - 生徒名簿（页面存档备份，存于）
- 中山莉子（りったん ）的Instagram帳戶
- #中山莉子（页面存档备份，存于） 網誌（日語）